# حشره‌خوار برد
 حشره‌خوار برد (نام علمی: Sorex bairdi) نام یک گونه از سرده حشره‌خوارهای دم‌دراز است.